# Hindens rev
Hindens rev är ett mycket långt, smalt och rakt näs som sträcker från Kålland västerut i Vänern och ligger i Söne socken i Lidköpings kommun. Hindens rev är en ändmorän och utgör en del i den israndzon som kallas de mellansvenska ändmoränerna eller den mellansvenska israndzonen. Det senare är del av en serie ändmoräner som löper från södra Norge genom Dalsland, Västergötland och Östergötland under Östersjön till södra Finland och Ryssland, där ändmoränen Salpausselkä avskiljer sjöarna Ladoga och Saimen. Dessa moräner bildades under en period för drygt 11 000 år sedan då istäcket från den senaste istiden tillfälligt upphörde att dra sig tillbaka och stenar och annat material som fastnat i inlandsisen smälte fram och deponerades framför iskanten.
Det smala näset är omkring fem kilometer långt och aldrig bredare än 100 meter, ofta betydligt smalare. Högsta höjd är 21 meter över Vänerns yta. Hindens rev är som högst vid fastlandet där det kallas Hindens udde. Det sänker sig därefter gradvis för att efter fem kilometer dyka ned under Dalbosjön och bilda en serie grund. Vid högvatten bildar dess yttersta spets fem öar som kallas "Killingarna". På Vänerns västra strand tolv kilometer bort dyker näset upp igen som Hjortens udde.
Hindens rev ingår i Hindens udde-Svalnäs naturreservat. Det är 13 hektar stort och skyddat sedan 1986.
Inom området växer förutom tall även rönn, björk och asp. Flera skyddade växtarter finns på revet. 
Hindens rev är obebott och klassat som riksintresse inom naturvården och friluftslivet. Hindens rev är ett populärt utflykts- och turistmål med vandring, fiske och fågelskådning sommartid och långfärdsskridskoåkning på vintern.